# Liste von Kriegen und Schlachten im 14. Jahrhundert
Weiß hinterlegte Schlachten gehören zu dem im orangefarbenen Feld über ihnen genannten Krieg. Falls ein Krieg in verschiedene Stadien unterteilt wird, sind diese hellorange gekennzeichnet. Schlachten, bei denen eine eindeutige Zuordnung zu einem Krieg nicht möglich ist, sind gelblich hinterlegt.

## 14. Jahrhundert
| Wann                                                                                        | Schlachtname                         | Wo                                 | Anmerkungen |
| ------------------------------------------------------------------------------------------- | ------------------------------------ | ---------------------------------- | --- |
| 1302, 11. Juli                                                                              | Sporenschlacht                       | bei Kortrijk, Flandern             | flandrisches Bürgeraufgebot besiegt ein französisches Ritterheer                                                                                           |
| 1303–1410 – Litauerkriege des Deutschen Ordens                                              |                                      |                                    | |
| 1311–1317                                                                                   | Dänisch/Norddeutsch-Hansischer Krieg | Ostsee, Mecklenburg, Pommern       | Kurzzeitiger militärischer Sieg einer dänisch-norddeutschen Fürstenkoalition über die Hansestädte Wismar, Rostock, Stralsund und Greifswald.               |
| 1348, 2. Februar                                                                            | Schlacht an der Strėva               | Litauen                            | Deutscher Orden besiegt Litauer Streitkräfte |
| 1370, 17. Februar                                                                           | Schlacht bei Rudau                   | nahe Königsberg/Ostpreußen         | Deutscher Orden besiegt Litauen |
| 1410, 15. Juli                                                                              | Schlacht bei Tannenberg              | Ordensland, Preußen                | Polen und Litauer besiegen den Deutschen Orden |
| 1410, 26. Juli bis 19. September                                                            | Schlacht um die Marienburg           | Ordensland, Preußen                | Deutschritter wehren Polen und Litauer ab |
| 1304                                                                                        | Schlacht von Mons-en-Pévèle          |                                    | französisches Ritterheer besiegt flämisches Bürgeraufgebot                                                                                                 |
| 1307, 31. Mai                                                                               | Schlacht bei Lucka                   | Hl. Römisches Reich                | Wettiner besiegen das Heer Albrecht I. |
| 1311, 15. März                                                                              | Schlacht am Kephissos                | Griechenland                       | Katalanische Kompanie schlägt das Ritterheer des Herzogs von Athen                                                                                         |
| 1313, 9. November                                                                           | Schlacht bei Gammelsdorf             | Hl. Römisches Reich                | Wittelsbach schlägt Habsburg um die Vorherrschaft in Bayern                                                                                                |
| 1315, 15. November                                                                          | Schlacht am Morgarten                | Schweiz                            | Eidgenossen besiegen Habsburger |
| 1319                                                                                        | Schlacht von Wöhrden                 |                                    | Dithmarschen besiegt Holstein |
| 1322, 28. September                                                                         | Schlacht bei Mühldorf                | Hl. Römisches Reich                | Deutscher König besiegt Gegenkönig |
| 1328, 23. August                                                                            | Schlacht von Cassel                  | Frankreich                         | Französischer König besiegt flämisches Bürgerheer |
| 1330, 9.–12. November                                                                       | Schlacht bei Posada                  | Rumänien                           | Walachen besiegen ein ungarisches Heer |
| 1332, 1. August                                                                             | erste Schlacht am Kremmer Damm       |                                    | Pommern über die Brandenburger |
| 1333, 19. Juli                                                                              | Schlacht bei Halidon Hill            |                                    | England besiegt Schottland |
| 1335                                                                                        | Schlacht von Culblean                | Schottland                         | |
| 1339, 21. Juni                                                                              | Laupenkrieg                          | Schweiz                            | Eidgenossen besiegen Burgund und Habsburg |
| 1342–1345 – Thüringer Grafenkrieg                                                           |                                      |                                    | |
| 1336–1392 – Namboku-chō                                                                     |                                      |                                    | |
| 1336, April                                                                                 | Schlacht von Tatarahama              | Japan                              | Shogunat (späterer Nordhof) nimmt Kyūshū ein |
| 1336, 5. Juli                                                                               | Schlacht am Minatogawa               | Japan                              | Shogunat (späterer Nordhof) besiegt Kaisertreue (späterer Südhof)                                                                                          |
| 1337, Januar bis 7. April                                                                   | Belagerung von Kanagasaki            | Japan                              | Nordhof besiegt Südhof |
| 1338, August                                                                                | 1. Belagerung von Kuromaru           | Japan                              | Nordhof besiegt Südhof |
| 1339, Herbst                                                                                | 2. Belagerung von Kuromaru           | Japan                              | Südhof besiegt Nordhof |
| 1348, 4. Februar                                                                            | Schlacht von Shijōnawate             | Japan                              | Nordhof besiegt Südhof |
| 1353, Januar                                                                                | Schlacht von Yawata                  | Japan                              | Südhof besiegt Nordhof |
| 1337–1453 – Hundertjähriger Krieg                                                           |                                      |                                    | |
| 1340, 24. Juni                                                                              | Seeschlacht von Sluis                | Flandern                           | England besiegt Frankreich |
| 1346, 26. August                                                                            | Schlacht bei Crécy                   | Frankreich                         | England besiegt Frankreich |
| 1346–1347                                                                                   | Belagerung von Calais                | Frankreich                         | England besiegt Frankreich |
| 1356, 19. September                                                                         | Schlacht bei Maupertuis              | Frankreich                         | England besiegt Frankreich |
| 1362, 6. April                                                                              | Schlacht bei Brignais                | Frankreich                         | Frankreich unterliegt marodierenden Söldnern |
| 1364, 29. September                                                                         | Schlacht von Auray                   | Bretagne                           | Entscheidungsschlacht im Bretonischen Erbfolgekrieg |
| 1372, 22./23. Juni                                                                          | Seeschlacht von La Rochelle          | Frankreich                         | Frankreich und Kastilien besiegen England |
| 1382, 27. November                                                                          | Schlacht bei Roosebeke               | Flandern                           | Frankreich besiegt flandrische Zünfte |
| 1415, 25. Oktober                                                                           | Schlacht von Azincourt               | Frankreich                         | England besiegt Frankreich |
| 1421, 21. März                                                                              | Schlacht von Baugé                   | Frankreich                         | Frankreich besiegt England |
| 1423, 31. Juli                                                                              | Schlacht von Cravant                 | Frankreich                         | England besiegt Frankreich |
| 1424, 17. August                                                                            | Schlacht von Verneuil                | Frankreich                         | England besiegt Frankreich |
| 1428/29                                                                                     | Belagerung von Orléans               | Frankreich                         | Franzosen vertreiben die Engländer |
| 1429, 18. Juni                                                                              | Schlacht bei Patay                   | Frankreich                         | Frankreich besiegt England |
| 1431, 2. Juli                                                                               | Schlacht von Bulgnéville             | Frankreich                         | Lothringen/Frankreich unterliegt Vaudémont/Burgund |
| 1435                                                                                        | Schlacht von Gerberoy                | Frankreich                         | Frankreich besiegt England |
| 1449                                                                                        | Belagerung von Rouen                 | Frankreich                         | Frankreich besiegt England |
| 1450, 15. April                                                                             | Schlacht von Formigny                | Frankreich                         | Frankreich besiegt England |
| 1453, 17. Juli                                                                              | Schlacht bei Castillon               | Frankreich                         | Endgültige Niederlage der Engländer |
| 1340, 30. Oktober                                                                           | Schlacht am Salado                   | Spanien                            | Kastilien und Portugal besiegen die Meriniden |
| 1345–1346 – Kampf um Autonomie der Stadt Zadar als Teil der Kroatisch-venezianischen Kriege |                                      |                                    | |
| 12. Aug. 1345 – 21. Dez. 1346                                                               | Belagerung von Zadar (1345-1346)     | Kroatien in Personalun. mit Ungarn | Zadar unterliegt den Venezianern |
| 1350–1444 – Unabhängigkeitskampf von Ayutthaya gegen das Reich Angkor                       |                                      |                                    | |
| 1362–1370 – Waldemarkriege zwischen Dänemark und der Hanse                                  |                                      |                                    | |
| 1362–1364 – Erster Waldemarkrieg                                                            |                                      |                                    | |
| 1367–1370 – Zweiter Waldemarkrieg                                                           |                                      |                                    | |
| 1367, 3. September                                                                          | Schlacht von Dinklar                 | Braunschweig                       | Hildesheimer wehren Welfen-Allianz ab |
| 1372                                                                                        | Schlacht bei Altheim                 |                                    | |
| 1377                                                                                        | Schlacht bei Reutlingen              |                                    | |
| 1380, 8. September                                                                          | Schlacht auf dem Schnepfenfeld       | Russland                           | Moskauer besiegt die Mongolen |
| 1386–1388 – Sempacherkrieg                                                                  |                                      |                                    | |
| 1386, 9. Juli                                                                               | Schlacht bei Sempach                 | Schweiz                            | Eidgenossen besiegen Habsburger |
| 1388, 9. April                                                                              | Schlacht bei Näfels                  | Schweiz                            | Eidgenossen besiegen Habsburger |
| 1387–1389 – Städtekrieg 1387–1389                                                           |                                      |                                    | |
| 1388, 23. August                                                                            | Schlacht bei Döffingen               |                                    | Württemberg besiegt den Schwäbischen Städtebund |
| 1389, 14. Mai                                                                               | Schlacht bei Eschborn                |                                    | Ritter von Kronberg besiegen die Freie- und Reichsstadt Frankfurt am Main                                                                                  |
| 1389, 28. Juni                                                                              | Schlacht auf dem Amselfeld           | bei Priština (Serbisches Reich)    | Osmanen besiegen Serben |
| 1391                                                                                        | Schlacht im Saaler Bodden Pommern    |                                    | Legendäres Seegefecht zwischen Vitalienbrüdern und Dänen                                                                                                   |
| 1393, 22. April                                                                             | Überfall auf Bergen (Norwegen)       |                                    | Plünderung der norwegischen Hansestadt durch eine deutsche Seeräuberflotte                                                                                 |
| 1396, 25. September                                                                         | Schlacht bei Nikopolis               |                                    | Osmanen besiegen Kreuzfahrer |
| 1398, 21. März                                                                              | Belagerung von Visby                 | auf Gotland, Schweden              | Belagerung der „Inselhauptstadt“ durch die Flottenmacht des Deutschen Ordens und Vertreibung der dortigen Ostseepiraten, der Vitalienbrüder, von der Insel |
| 1400, Herbst                                                                                | Seegefecht vor Helgoland             | Nordsee                            | Flotte der Hansestadt Hamburg überwältigt die Piratenschiffe unter Klaus Störtebeker                                                                       |
| 1398–1408 – Appenzellerkriege                                                               |                                      |                                    | |
| 1403, 15. Mai                                                                               | Schlacht bei Vögelinsegg             |                                    | Appenzeller besiegen den Abt von St. Gallen |
| 1405, 17. Juni                                                                              | Schlacht am Stoss                    |                                    | Appenzeller besiegen Habsburger |